# MyLifeBits
My LifeBits ist der Name eines Forschungsprojektes von Microsoft Research, das das Ziel der Aufzeichnung möglichst vieler Informationen, die einen Menschen im Laufe seines Lebens umgeben, verfolgt. Dies können Informationen sein, die er bewusst, unbewusst oder gar nicht wahrnimmt, wie Sehen, Hören, CO2-Konzentration in der Atemluft oder Aufnahmen einer Wärmebildkamera. Daneben soll mit dem Projekt eine Software entwickelt werden, die diese großen Datenmengen strukturiert und somit den Zugriff erleichtert.
Aufgrund ständig fallender Preise für Speichermedien und Sensoren ist das erste Projektziel bereits realisiert. Der Microsoft-Mitarbeiter Gordon Bell digitalisierte über mehrere Jahre hinweg alle seine bisher gesammelten Schriftstücke, Fotos, Videos, Aufnahmen seines Anrufbeantworters usw. und ist somit papierlos. Von 2001 bis 2007 speicherte Bell so 150 GB an Daten auf seinen Festplatten, unter anderem mit der ebenfalls von Microsoft entwickelten SenseCam, die er um seinen Hals trägt. Weiterhin wird per GPS sein Aufenthaltsort protokolliert, der mittels Datum und Uhrzeit seinen übrigen Aufzeichnungen zugeordnet werden kann.
Wichtige Technologien für den Erfolg des Projekts sind die Sprach- und Gesichtserkennung.
MyLifeBits stellt die digitale Umsetzung des 1945 von Vannevar Bush in einem Artikel beschriebenen analogen Memex (Memory Extender) dar.